# Ґрома (мова)
Ґрома — мова, якою розмовляють мешканці деяких районів Сіккіму (Індія) і Тибету, переважно етнічні тибетці. Належить до південної групи тибетських мов.